# LSV Parow
Der Luftwaffen-SV Parow (kurz: LSV Parow) war ein deutscher Militär-Fußballverein aus Parow im heutigen Landkreis Vorpommern-Rügen, der von 1936 bis 1944 existierte. Heimstätte war der Fliegerhorstsportplatz Parow, welcher 4.000 Zuschauern Platz bot.

## Sportlicher Werdegang
Der LSV Parow wurde 1936 mit der Machtergreifung der Nationalsozialisten im Umfeld der ortsansässig stationierten Marineflieger gegründet. Auf sportlicher Ebene spielte die Mannschaft aus Westpommern zunächst keine Rolle im höherklassigen Fußball Norddeutschlands. 
1941 gelang dem Luftwaffen-SV gemeinsam mit Hubertus Kolberg der Aufstieg zur Gauliga Pommern, welche insgesamt drei Spielzeiten mit gesicherten Mittelfeldplätzen gehalten wurde. In der Meisterschaft war Parow hinter dem Serienmeister LSV Pütnitz jedoch chancenlos. 1943 vereinigte sich der Verein mit den Luftwaffenverbänden Stralsunds zum LSV Stralsund. Analog zu anderen norddeutschen Luftwaffen-Sportvereinen wie Arado Warnemünde oder dem  LSV Rerik wurde auch Parow im September 1944 vom Spielbetrieb zurückgezogen und aufgelöst.
Die Feldhandball-Abteilung des Vereins spielte mindestens eine Spielzeit in der erstklassigen Handball-Gauliga Pommern. Eine Neugründung des Clubs wurde nach 1945 nicht vollzogen, mit Sturmvogel Parow wurde ab 1952 in der DDR wieder ein  Militärverein neu gegründet.

## Statistik
- Teilnahme Gauliga Pommern: 1941/42, 1942/43, 1943/44